# The Almighty Trigger Happy
The Almighty Trigger Happy var ett kanadensiskt punkband från Toronto, Ontario. Gruppen bildades 1991 under namnet Trigger Happy och gav 1994 ut sitt debutalbumet Killatron 2000 på skivbolaget Raw Energy. Skivan följdes av ytterligare ett studioalbum, I'll Shut Up When You Fuck Off, utgivet 1996. Bandet hade nu bytt namn till The Almighty Trigger Happy. Skivan utgavs i Europa året efter av Bad Taste Records.
Ytterligare skivsläpp följde: The Almighty Trigger Happy/Misconduct (splitalbum med Misconduct, 1998), en splitsingel tillsammans med Sidecar (Fast Music, 1998), samt gruppens tredje studioalbum I Hate Us (1999). Kort efter detta album splittrades gruppen. 2000 släpptes As a Matter of Fact (splitalbum tillsammans med Good Riddance, Ill Repute och Satanic Surfers).
2004 återutgavs I Hate Us under namnet I Hate Us Even More. I samband med detta återförenades gruppen för några spelningar.

## Medlemmar
- Al Nolan – sång
- Jesse F. Mackowycz - bas
- John McNab – gitarr
- Mark Gibson – gitarr
- Ruston Baldwin – trummor

## Diskografi

### Album
- 1994 - Killatron 2000
- 1996 - I'll Shut Up When You Fuck Off
- 1998 - As a Matter of Fact
- 1998 - I Hate Us
- 2000 - The Almighty Trigger Happy/Misconduct

### Singlar
- 1998 - Sidecar/The Almighty Trigger Happy

### Fotnoter
1. 1 2 3  ”The Almighty Trigger Happy”. Bad Taste Records. Arkiverad från originalet den 22 augusti 2010. https://web.archive.org/web/20100822072522/https://www.badtasterecords.se/bands.asp?id=26. Läst 9 januari 2012.
2. ↑  ”The Almighty Trigger Happy”. Discogs.com. http://www.discogs.com/artist/Trigger+Happy+%282%29. Läst 9 januari 2012.